# Reiseroman
Der Reiseroman ist Bestandteil der Reiseliteratur, die in ihrer Gesamtheit dem Stoff nach von Reisen berichtet. Der Reiseroman ist im Unterschied zum Reisebericht stärker künstlerisch als sachlich geprägt. Das maßgebliche Charakteristikum, das zugleich der Abgrenzung zu anderen Formen der Reiseliteratur dient, ist die dichterische Überformung der Reiseerlebnisse und die Tatsache, dass die geschilderte Reise in der Regel fiktiv ist.

## Definition und Abgrenzung zu benachbarten Gattungen
Der Reiseroman gehört neben dem Reisehandbuch bzw. der Periegese, dem modernen Reiseführer wie dem Baedeker, der wissenschaftlichen Reisebeschreibung und dem Reisetagebuch zur Reiseliteratur. Im Gegensatz zu den anderen Gattungen sind die Reiseerlebnisse im Reiseroman dichterisch ausgestaltet und dienen häufig der Unterhaltung. Die Übergänge des Reiseromans zu benachbarten Formen wie dem Staatsroman, dem Abenteuerroman, dem Schelmenroman oder dem Lügenroman sind fließend; häufig werden auch letztere zur Reiseliteratur gezählt. Ein Sonderfall des Reiseromans ist mit dem Filmgenre „Roadmovie“ vergleichbar. Der Textinhalt beschreibt in diesem Fall eine Reise ohne eigentliches Ziel oder Ankunft, typische Protagonisten sind Außenseiter und Aussteiger.
Kennzeichnend für den Reiseroman ist, dass dieser eine fiktive Reise schildert, während die vor allem sachbezogenen Reisebeschreibungen den Anspruch erheben, über eine tatsächlich stattgefundene Reise authentisch zu berichten. Allerdings ist die Abgrenzung zwischen dem Reiseroman und anderen Formen der Reiseliteratur nicht immer klar zu ziehen, sondern häufig gehen die Formen von der sachlich gestalteten Reisebeschreibung über die unterhaltsame Reportage bis zum Reiseroman ineinander über. Ferner gilt auch für den sachlichen und den literarisch ausgestalteten Reisebericht, dass dieser wie der Reiseroman eine zusammenhängende Handlung hat.
In der Literaturwissenschaft werden unterschiedliche Positionen vertreten, ob sich Reisebericht und Reiseroman als Textsorten voneinander trennen lassen. Einerseits wird argumentiert, dass beim Reisebericht – im Gegensatz zum Reiseroman – der Glaube an die Schilderung einer authentischen Reise dominiert und der Reisebericht keine fiktionale Gattung sei. Andererseits wird eine klare Grenzziehung zwischen Reisebericht und fiktionalen Formen wie dem Reiseroman verneint: Die Authentizität von Reiseberichten, so etwa die Literaturwissenschaftlerin Barbara Korte, lassen sich nur außerhalb des Berichts überprüfen. Ferner bedienen sich sowohl Reisebericht als auch Erzählliteratur um erfundene Reisen derselben Erzähltechniken. In Einführungen in die Reiseliteratur wiederum wird als Kriterium für den Reisebericht herangezogen, dass diese vom Verfasser tatsächlich unternommen wurden und er darüber sachlich aus der Erzählperspektive der ersten Person erzählt. Andere, fiktive Erzählungen wie der Reiseroman beschreiben dagegen erfundene Reisen und werden häufig aus der Erzählperspektive der dritten Person erzählt.

## Funktion der Reise im Reiseroman

### BeispielHimmel über der Wüste
In Paul Bowles’ Roman Himmel über der Wüste (1948) reist die Hauptfigur Port, gemeinsam mit seiner Frau Kit, immer tiefer in die Sahara, um sich selbst zu finden und um seine Ehe wieder ins Lot zu bringen; wie in vielen anderen Reiseromanen scheitert dieses Unternehmen, weil Ports Probleme in ihm selbst liegen und durch eine Ortsveränderung überhaupt nicht behoben werden können. Anders als bei Autoren wie Lawrence Durrell, Norman Lewis, Robert Byron oder Patrick Leigh Fermor, deren Figuren Neugier auf das fremde Land erkennen lassen, erfährt man bei Bowles – obwohl dieser mit der Region intim vertraut war – über Nordafrika nur sehr wenig, und statt unvergesslich schöner sammeln die Figuren in diesem Roman eine endlose Reihe hauptsächlich albtraumhafter Eindrücke.

## Geschichte des Reiseromans
Erste ausführlich verschriftlichte Berichte über Reisen datieren weit zurück (Gilgamesch-Epos). Zu frühen Vorläufern der Reiseliteratur kann man die Odyssee zählen, sicher aber die mittelalterlichen Pilgerberichte diverser Mönche der Reisen in den Fernen Osten, im deutschsprachigen Raum Grimmelshausens Der abenteuerliche Simplicissimus von 1668. Aphra Behn veröffentlichte 1688 Oroonoko, der zu den ersten modernen Reiseromanen gezählt wird.
Die Geschichte des Reiseromans in neuzeitlichem Verständnis beginnt im 18. Jahrhundert mit Aufstieg des Romans zur literarischen Gattung. Prägend wirkten dabei englischsprachige Romane w.z.B. Daniel Defoes Robinson Crusoe (1719) und Jonathan Swifts Gullivers Reisen, weiter Moll Flanders von Daniel Defoe (1722), Tom Jones: Die Geschichte eines Findelkindes von Henry Fielding (1749) sowie Leben und Ansichten von Tristram Shandy, Gentleman (1759–67) von Laurence Sterne.
Reiseromane des 18. Jahrhunderts griffen auch frühere Traditionen aus anderen, verwandten Gattungen auf, etwa dem aus Spanien stammenden Schelmenroman, einschließlich der Charakterzeichnung der Hauptfigur als Spitzbub und der humorvolle Ton.
Laurence Sternes Reiseroman Yoricks empfindsame Reise durch Frankreich und Italien (1768), die Romane von Nikolai Michailowitsch Karamsin in Russland oder Reise in die mittäglichen Provinzen Frankreichs von Moritz August von Thümmel gelten als herausragende Beispiele für den empfindsamen und leicht ironischen Ton in den Reiseromanen des Sentimentalismus. Als Parodie des Reiseromans, der bereits die „Reise nach Innen“ vorwegnimmt, gilt Die Reise nach Braunschweig von Adolph Freiherr Knigge von 1792 wie auch Xavier de Maistres Voyage autour de ma chambre von 1795 (Reise um mein Zimmer herum, deutsch erneut von Eva Mayer (2011)).
Im 18. Jahrhundert stieg das Interesse an Reiseberichten durch die kommerzielle und koloniale Expansion der Europäer. Aber auch durch die Grand Tour, einer der Mittel- und Oberschicht des Bürgertums und des Adels vorbehaltene Gepflogenheit, den ältesten Sohn, manchmal auch die Töchter, quer durch Europa auf Reisen zu schicken. Literarischer Reisebericht ist die Italienische Reise von Goethe als eine Suche, gezielt, unromantisch, akribisch, dennoch subjektiv geprägt. Im Sinne Wicklmanns: Das Herz der Griechen mit der Seele suchen. Hier schneiden sich Romantik und Klassizismus widersprüchlich.
In der Romantik erlebte das Genre der Reiseberichte einen Anstieg an Popularität. Viele Romantiker veröffentlichten autobiografisch geprägte Reiseberichte. In den Romanen der Romantik spiegelt sich der U-Topos der Reise als Lebensparadigma wider (Novalis, Heinrich von Ofterdingen).
Eine Sonderstellung verdienen hier Wilhelm Meisters Lehrjahre und Wilhelm Meisters Wanderjahre von J. W. von Goethe. Goethe nimmt die innere Reise als oktroyierten Schritt sowie die äußere Reise als vermeintlich freie Lebens-Reise modernen Schriftstellern vorweg. Gleichzeitig zitiert er die Erzählstile vergangener Epochen und greift nach einem Erzählverständnis aus, das in seiner sprachlichen Leichtigkeit die Wanderung durch die Sprache als Paradigma zur Wanderung durch die Zeit in Dienst nimmt. Er affirmiert in den Lehrjahren und kritisiert in den Wanderjahren damalige Lebenswelten.
Imperialismus und empirisch institutionalisierter Rassismus bestimmen ab der späten Mitte des 19. Jahrhunderts aufgrund europäischen Hegemonialdenkens und innereuropäischer Rivalitäten die Literatur. Reiseromane wie H. Rider Haggards King Solomon’s Mines (1886) entstehen, die den Mythos von Afrika als schwarzem Kontinent begründen. Joseph Conrad knüpft mit seinem Reiseroman Herz der Finsternis (engl. Heart of Darkness, 1902) an. Rudyard Kipling verfasst mit Kim (1901) eher eine Polemik als einen Roman. E. M. Forster verarbeitet in Auf der Suche nach Indien seine wirr erscheinenden Erfahrungen auf einer Indienreise.
In Deutschland verfasste Karl May Ende des 19. und Anfang des 20. Jahrhunderts idealisierte und romantisierende Reiseromane, die den Zeitgeschmack trafen, jedoch aufgrund der weitgehend eigenbrötlerischen Natur ihrer Verfassung international ohne weitere bedeutende Wirkung blieben. Dennoch wurden seine Boulevardromane in etliche Sprachen übersetzt.
Jules Verne erweiterte bis 1905 die Gattung des Reiseromans um fiktive Reisen in ein Utopia und erschuf mit Die Reise zum Mittelpunkt der Erde und Reise um den Mond den modernen Science-Fiction.
Ab dem Ende des 19., Anfang des 20. Jahrhunderts wurden Reisen für größere Bevölkerungsschichten möglich. Während im 18. Jahrhundert die Grand Tour, die Bildungsreise durch Europa, den Söhnen des europäischen Adels und später dem gehobenen Bürgertums vorbehalten war, waren nun fernere Reisen, auch ins Ausland, für weitere Schichten erschwinglich. Es entwickelte sich langsam der Tourismus; Reisende wurden zu Touristen. Dies spiegelt sich auch in der Reiseliteratur des 19. und 20. Jahrhunderts wider. So parodiert E. M. Forster in seinem Roman Zimmer mit Aussicht die englischen Touristen in Italien. Der Widerspruch zwischen kommerziell organisierten Reisen und dem Anspruch, auch vermittelt durch Reiseführer wie Lonely Planet, dass man seine Reise immer noch individuell gestalten solle, kommentierte Alex Garland humorvoll im Reiseroman The Beach von 1996 sowie William Sutcliffe in Are You Experienced? von 1997.
Die Möglichkeit, weitere Reisen zu unternehmen, wurde speziell für Frauen ab dem 19. Jahrhundert leichter möglich. So reisten Frauen im 19. Jahrhundert in Begleitung ihres Ehemannes, der als Missionar, in der Kolonialverwaltung oder als Entdecker tätig war. Zunehmend jedoch waren Frauen allein als Reisende unterwegs und hatten auch die Möglichkeit, ihre Erlebnisse literarisch festzuhalten und zu veröffentlichen. So entstand ab dem 19. Jahrhundert immer mehr von Frauen verfasste Literatur in Form von sachlichen und auch literarisch geprägten Reiseberichten, Briefen oder Tagebüchern. Darüber hinaus entstanden auch autobiografisch geprägte Reiseromane, so z. B. Elizabeth von Arnims Reiseroman Elizabeth auf Rügen oder Virginia Woolfs The Voyage Out.
Selma Lagerlöf schrieb mit Nils Holgerssons wunderbare Reise durch Schweden (1906/1907) einen bedeutenden Reiseroman der Kinder- und Jugendliteratur, mit dem sie schwedischen Schulkindern die Geographie Schwedens näherbringen wollte.
Im 20. und 21. Jahrhundert ist die Reiseliteratur durch verschiedene Tendenzen gekennzeichnet: eine zunehmende und schnellere Mobilität durch z. B. das Auto oder Flugzeug, intellektuelle und ästhetische Bewegungen wie etwa die aufkommende Psychoanalyse, die innere Reisen in den Mittelpunkt stellten, und schließlich Antirassismus-Bewegungen und Dekolonisation, die Texte hervorbrachten, die koloniale Stereotypen in Frage stellten. Reisen und Reiseliteratur wurden ferner durch Erfahrungen kriegerischer Gewalt, etwa durch die Weltkriege, dann aber auch durch neue Medien und durch neu sich öffnende Kulturräume geprägt. Die Forschung zur Reiseliteratur stellt ferner die Frage, ob Reisen im 20. und 21. Jahrhundert eine so banale Erfahrung ist, dass sie keine literarischen Werke mehr hervorbringt, und sieht sich überraschenderweise einem Boom der Reiseliteratur gegenüber.
Reiseromane des 20. und 21. Jahrhunderts zeichnen sich durch ihre große Vielfalt an Themen und Erzähltechniken aus, exemplarisch sollen hier einige Autoren mit ihren Romane genannt werden. James Joyce’ Ulysses ist vor allem bekannt als wegweisend für den modernen Roman und für seinen Einsatz des Bewusstseinsstroms als zentrale Erzähltechnik. Bemerkenswert ist, dass Joyce die Handlung des Romans an Homers Odyssee anlehnt. Ein bekannter Autor aus der Mitte des 20. Jahrhunderts ist Jack Kerouac. Hervorzuheben sind Kerouacs Reiseberichte aus den USA und sein Reiseroman Unterwegs von 1957. Die Sicht eines postkolonialen Autors vertritt der Literaturnobelpreisträger V. S. Naipaul, der sowohl Reiseberichte verfasst hat als auch die Themen Reise, Entwurzelung und Heimatlosigkeit der Auswanderergeneration in seinen Romanen thematisierte.
Im 21. Jahrhundert hat der deutschsprachige Roman Die Vermessung der Welt (2005) von Daniel Kehlmann international Anerkennung gefunden. Die Vermessung der Welt ist ein historischer Roman, der sich mit Forschungsreisen befasst. Auch in Thomas Stangls Roman Der einzige Ort (2004) und Ilja Trojanows Der Weltensammler (2006) ist der Zweck der Reise die Erforschung oder Eroberung neuer Orte. In vielen Romanen des 21. Jahrhunderts erfolgt die Reise dagegen, um vergangene Ereignisse aus dem privaten Umfeld zu enthüllen, so zum Beispiel in Lucy Frickes Töchter (2018), Vea Kaisers Rückwärtswalzer (2019) und Jaroslav Rudis Winterbergs letzte Reise (2019). Die Reise als Flucht aus der Realität findet man in zahlreichen Romanen des 21. Jahrhunderts, so zum Beispiel in Bodo Kirchhoffs Widerfahrnis (2016), Michael Kumpfmüllers Tage mit Ora (2019), Mercedes Lauensteins Blanca (2018), Edgar Rais Nächsten Sommer (2010), Peter Stamms Weit über das Land (2016) und in Tschick (2010) von Wolfgang Herrndorf, eigentlich ein Jugendroman. Er zeigt „die exotische Provinz“ als Reisemotiv.